# انتساهی
انتساهی روستایی در جزیره آنژوان در کومور است. طبق سرشماری سال ۱۹۹۱ این شهر ۷۳۴ نفر جمعیت داشته است. برآورد فعلی برای سال ۲۰۱۰ ، ۱۱۸۰ نفر است

## مراجع
1. ↑  «Population Of Antsahé». population-of.com. دریافت‌شده در ۲۰۲۵-۰۳-۳۱.